# The Isley Brothers
The Isley Brothers jsou afroamerická rhythm and bluesová, funková a rocková hudební skupina. Patři mezi hudební skupiny, které mají dlouholetou historii (jejich hudební kariéra začala již v roce 1957). Do jejich hudebního repertoáru patří doo-wop, funk, hip-hop soul, rock and roll, gospel, motown.
Jejich největšími hity jsou "Twist & Shout" (1962), "Pop That Thang" (1972), "Fight the Power" (1975), "It's a Disco Night" (1979), "Between the Sheets" (1983) a "Contagious" (2001)

## Historie
Původně začali jako doo-wop/rhythm and bluesová kapela, která se zformovala v roce 1957. Kapelu tvořili bratři O'Kelly, Sally Bell, Rudy, Ronnie Isleyovi. V roce 1962, kdy probíhala vlna twistu, úspěšně skórovali s hity jako "Shout" či "Twist and Shout". Pak jak se měnila éra, měnil se i jejich repertoár. Přesedlali na soul pak na funk, rock a později i na disco. Kapela patří mezi skupiny, které často samplovali hip-hopoví umělci. Písně kapely Isley Brothers samplovali umělci jako 2Pac, Outkast, Ice Cube, Bony Thugs-n-Harmony, J Dilla, UGK, či The Notorious B.I.G.

## Diskografie

### Billboard Top 40 alba
- 1969: It's Our Thing (#22)
- 1972: Brother, Brother, Brother (#29)
- 1973: 3 + 3 (#8)
- 1974: Live It Up (#14)
- 1975: The Heat Is On (#1)
- 1976: Harvest for the World (#9)
- 1977: Go For Your Guns (#6)
- 1978: Showdown (#4)
- 1979: Winner Takes All (#14)
- 1980: Go All the Way (#8)
- 1981: Grand Slam (#28)
- 1983: Between the Sheets (#19)
- 1996: Mission to Please (#31)
- 2001: Eternal (#3)
- 2003: Body Kiss (#1)
- 2006: Baby Makin' Music (#5)

### Billboard Top 40 singly
- 1962: "Twist & Shout" (#17 US)
- 1966: "This Old Heart of Mine" (#12 US, #3 UK)
- 1966: "I Guess I'll Always Love You" (#11 UK)
- 1967: "Behind a Painted Smile" (#5 UK)
- 1969: "Put Yourself in My Place" (#13 UK)
- 1969: "It's Your Thing" (#2 US, #30 UK, #1 R&B)
- 1969: "I Turned You On" (#23 US)
- 1971: "Love the One You're With" (#18 US)
- 1972: "Pop That Thang" (#24 US)
- 1973: "That Lady" (#6 US, #14 UK)
- 1973: "What It Comes Down To" (#25 UK)
- 1974: "Summer Breeze" (#16 UK)
- 1975: "Fight the Power" (#4 US, #1 R&B)
- 1975: "For the Love of You" (#23 US)
- 1976: "Harvest for the World" (#10 UK)
- 1977: "The Pride" (#1 R&B)
- 1977: "Livin' in the Life" (#40 US)
- 1978: "Take Me to the Next Phase" (#1 R&B)
- 1979: "I Wanna Be With You" (#1 R&B)
- 1979: "It's a Disco Night (Rock Don't Stop)" (#14 UK)
- 1980: "Don't Say Goodnight" (#39 US, #1 R&B)
- 1996: "Down Low" (#4 US, #23 UK, #1 R&B)
- 2001: "Contagious" (#19 US)